# Attacchi sul Nord America durante la seconda guerra mondiale
Gli attacchi sul Nord America durante la seconda guerra mondiale si riferiscono ad una serie di operazioni militari condotte dalle potenze dell'Asse sia sulla terraferma che in mare, fino alla distanza di 370 chilometri dalle coste.
Gli attacchi in quest'area furono rari soprattutto a causa della separazione geografica del continente dai principali teatri bellici in Europa e in Asia. Operativamente il settore escluse le azioni militari che interessarono il territorio danese della Groenlandia, le Isole Hawaii e le Isole Aleutine.

## Operazioni tedesche

### Battaglia del Río de la Plata
La prima battaglia navale della guerra fu combattuta il 13 dicembre 1939 al largo della costa del Sud America. L'incrociatore pesante tedesco Admiral Graf Spee, che stava conducendo dall'inizio del conflitto una guerra di corsa ai danni del traffico mercantile britannico, fu individuata e attaccata da due incrociatori della Royal Navy (HMS Exeter e HMS Ajax), coadiuvati da uno leggero neozelandese (HMS Achilles), davanti all'estuario del Río de la Plata tra Argentina ed Uruguay.
La Graf Spee respinse inizialmente le navi britanniche grazie alle migliori ottiche e al maggiore calibro dei cannoni, riuscendo anche a danneggiare seriamente l'Exeter, ma con il protrarsi del combattimento la nave tedesca subì avarie più o meno gravi: il capitano tedesco Hans Langsdorff ordinò dunque di riparare nel porto neutrale di Montevideo, dove decise di affondare l'unità. Il 17 dicembre l'equipaggio fu sbarcato con tutto il materiale utile, mentre i ponti venivano riempiti d'esplosivo. La mattina stessa la Graf Spee uscì dalla rada della città per scoppiare al largo e inabissarsi. I tedeschi ebbero 96 perdite tra morti e feriti; i britannici subirono 72 morti e 28 feriti e registrarono danni a due incrociatori.

### Operazioni di spionaggio negli Stati Uniti

#### Duquesne Spy Ring

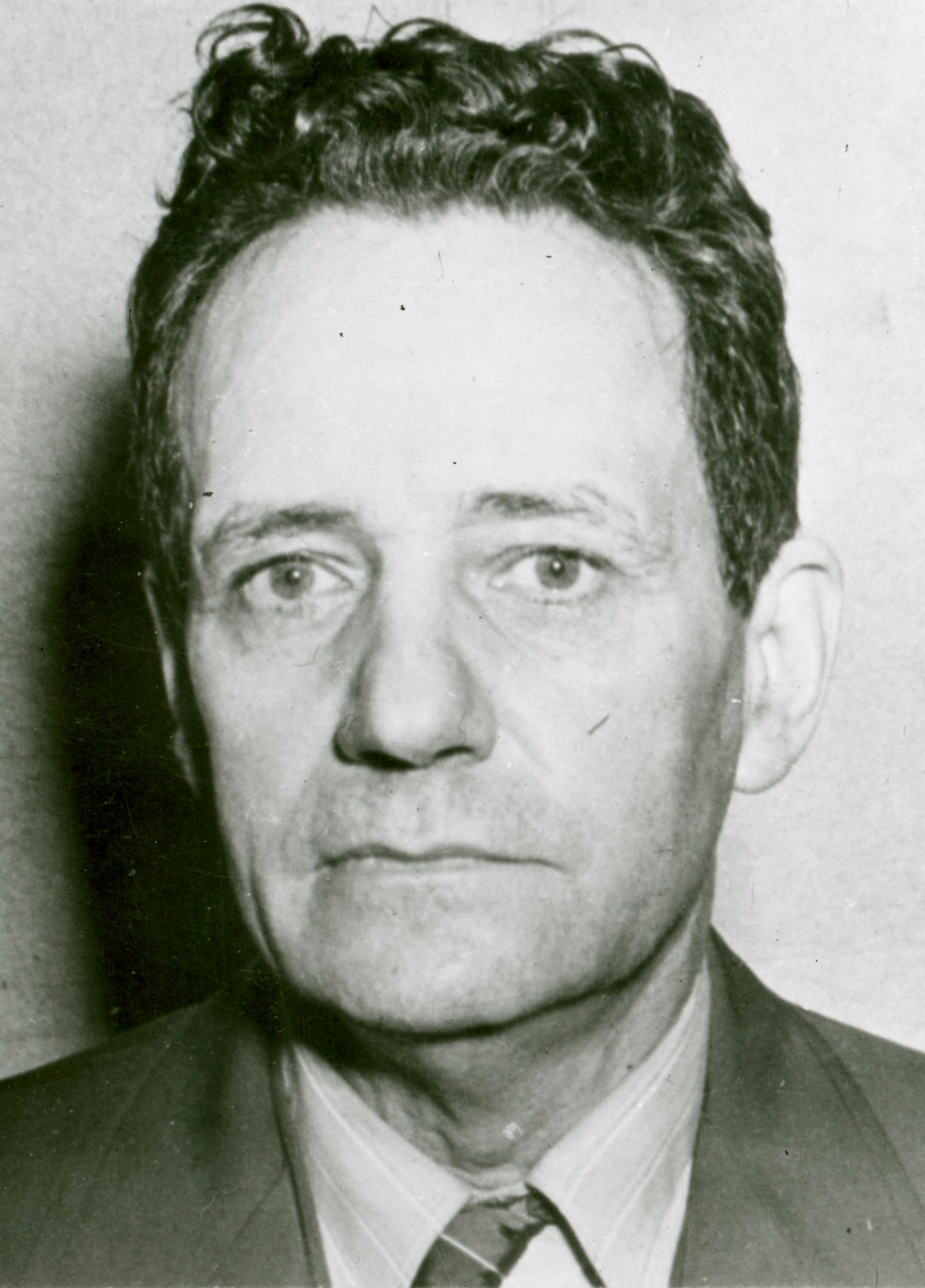
Fritz Joubert Duquesne in una foto dell'archivio dell' FBI

Ancora prima dell'inizio della guerra l'FBI individuò una grande organizzazione di spionaggio nazista operativa negli Stati Uniti. Il "Duquesne Spy Ring" è ancora oggi il più grande caso di spionaggio nella storia degli Stati Uniti terminato con una condanna penale. I 33 agenti tedeschi che formavano il "Duquesne Spy Ring" erano impiegati in occupazioni chiave negli Stati Uniti per ottenere informazioni, utili nel caso di una guerra, al fine di effettuare atti di sabotaggio. Uno di essi aprì un ristorante che sfruttò per ottenere informazioni dai suoi clienti; un secondo lavorò su una linea aerea in modo da poter segnalare le navi Alleate che attraversavano l'Oceano Atlantico; altri membri dell'organizzazione trovarono impiego come fattorini in modo da poter consegnare messaggi segreti insieme alla normale corrispondenza.
L'organizzazione era diretta dal capitano Fritz Joubert Duquesne, un sudafricano boero che fu al servizio della Germania in entrambe le guerre. Spesso era più conosciuto come "l'uomo che uccise Kitchener" per il suo importante ruolo nel sabotaggio ed affondamento della HMS Hampshire nel 1916, operazione per la quale fu insignito della Croce di Ferro.
William G. Sebold, un agente doppiogiochista statunitense, fu il principale artefice dello smantellamento dell'insidiosa quinta colonna tedesca, proponendo la soluzione del caso all'FBI. Per quasi due anni, Sebold diresse una stazione radio a New York per conto dell'organizzazione di Duquesne, fornendo alla FBI preziose informazioni su cosa i tedeschi stessero inviando alle loro spie negli Stati Uniti ed allo stesso tempo controllando le informazioni che venivano trasmesse alla Germania. Il 29 giugno 1941 l'FBI arrestò tutte le 33 spie condannandole al carcere.

#### Operazione "Pastorius"
Al momento della dichiarazione di guerra agli Stati Uniti, Adolf Hitler ordinò agli agenti sabotatori tedeschi di rimanervi per destabilizzare il paese dall'interno. La responsabilità per l'effettuamento di questa missione fu conferita alla Gestapo (invece che all'Abwehr, il controspionaggio e intelligence tedesco), dopo che lo stesso Hitler aveva ordinato a Canaris di velocizzare i tempi. Nel giugno 1942, otto agenti che conoscevano bene gli Stati Uniti furono reclutati e divisi in due squadre: la prima, comandata da George John Dasch e composta da Ernst Peter Burger, Heinrich Heinck e Richard Quirin; la seconda era sotto il comando di Edward Kerling, affiancato da Hermann Neubauer, Werner Thiel ed Herbert Haupt. Tutti loro si sottoposero ad un addestramento intensivo.
Passando inizialmente da Parigi, il gruppo prosegue fino a Brest, e il 12 giugno 1942 l'U-202 fece sbarcare la squadra di Dasch dotata di esplosivi e planimetrie ad East Hampton (Long Island, New York). La loro missione era di distruggere le centrali elettriche alle cascate del Niagara, ma soprattutto intervenire contro gli stabilimenti per la lavorazione dell'alluminio, in particolare tre fabbriche della Aluminium Company of America (Alcoa), situate nell'Illinois, nel Tennessee ed a New York. Dasch, invece, si vendette all'FBI di Washington volendo parlare con il "grande capo" J. Edgar Hoover, ma alla fine si accontentò di parlare con il suo vice, Connoly. Gli forni una dettagliata descrizione della missione pianificata e la delazione portò all'arresto dell'intera squadra in meno di una settimana.
La squadra di Kerling sbarcò dall'U-584 a Ponte Vedra Beach (40 km a sud-est di Jacksonville, in Florida), il 17 giugno. Essi avevano il compito di piazzare delle mine in quattro aree: lungo la Pennsylvania Railroad (a Newark, nel New Jersey), ad entrambe le paratoie dei canali di St. Louis e Cincinnati ed ai tubi dell'impianto di approvvigionamento idrico di New York. La squadra giunse fino a Cincinnati, in Ohio dove si divise: due membri proseguirono per Chicago, in Illinois, mentre i rimanenti due si diressero a New York. Tutti e quattro furono però scoperti e arrestati il 10 luglio, grazie alle informazioni di Dasch.
Gli otto agenti tedeschi furono processati e giudicati dalla Commissione Militare, che ne condannò 6 alla sedia elettrica. Il presidente Roosevelt approvò le pene di morte: la sentenza fu eseguita l'8 agosto. Dasch e Burger ebbero una condanna a 30 anni di prigione. Entrambi vennero rilasciati nel 1948 e riportati in Germania. Dasch, che aveva la cittadinanza statunitense già da prima della guerra, patì una vita difficile in Germania dopo il suo ritorno dalla custodia statunitense per via della sua cooperazione con le autorità statunitensi durante l'operazione Pastorius; inoltre gli era stato categoricamente vietato di ritornare negli Stati Uniti, ciononostante Dasch trascorse molti anni a scrivere lettere alle più importanti autorità statunitensi chiedendo il permesso di ritornare. Alla fine si trasferì in Svizzera, dove scrisse il libro Otto spie contro l'America.

#### Operazione "Elster"
Nel 1944 ci fu un altro tentativo di infiltrazione, denominato Operazione Elster ("Gazza"). Essa coinvolse Erich Gimpel ed il disertore tedesco-statunitense William Colepaugh. Il loro obiettivo era raccogliere informazioni sul Progetto Manhattan e tentarne il sabotaggio se possibile. La coppia salpò da Kiel sull'U-1230 e sbarcò ad Hancock Point, nel Maine il 30 novembre 1944. In seguito giunsero a New York, dove si stabilirono e iniziarono la loro missione, ma l'operazione degenerò in un fallimento totale. Colepaugh si vendette alla FBI il 26 dicembre, esponendo dettagliatamente l'intero piano; Gimpel fu arrestato quattro giorni più tardi a New York. Entrambi furono condannati a morte ma più tardi le loro pene furono commutate: Gimpel trascorse 10 anni in prigione e tornò in Germania. Colepaugh fu rilasciato nel 1960 e successivamente gestì un'attività a King of Prussia, in Pennsylvania prima di ritirarsi in Florida.

### Operazioni di spionaggio in Canada

#### St. Martins, Nuovo Brunswick
Il 25 aprile 1944 un agente solitario dell'Abwehr, Marius A. Langbein, sbarcò da un U-Boot vicino a St. Martins nel Nuovo Brunswick, in Canada. La sua missione consisteva nell'osservazione e segnalazione dei movimenti navali ad Halifax, in Nuova Scozia, perché era il principale porto di partenza dei convogli che solcavano il Nord Atlantico. Langbein era vissuto in Canada prima della guerra e ciò sicuramente giocò un ruolo fondamentale nella sua scelta: decise di interrompere l'operazione ed andò ad Ottawa, dove soggiornò con i soldi fornitigli dall'Abwehr finché non si arrese alle autorità canadesi il dicembre 1944. Durante il processo non fu riconosciuto colpevole di spionaggio dato che non ebbe mai commesso nessuna azione ostile nei confronti del Canada durante la guerra.

#### New Carlisle, Quebec
All'inizio di novembre del 1942, l'U-518 fu incaricato di sbarcare un agente in Canada. Durante la parte finale del tragitto il sommergibile attaccò il naviglio avversario: affondò due mercantili carichi di ferro e ne danneggiò un terzo al largo di Bell Island nella Conception Bay, in Terranova; poco dopo fu fatto oggetto di un bombardamento da un aereo della Royal Canadian Air Force mentre viaggiava verso la penisola Gaspé. Non ci furono danni e l'U-Boot sbarcò con successo la spia Werner von Janowski, a New Carlisle, in Québec il 9 novembre 1942. Egli fu subito arrestato dopo che Earl Annett Jr., gestore del New Carlisle Hotel nel quale Janowski stava soggiornando, diventò sospettoso ed allertò le autorità della presenza di uno straniero che aveva pagato il bar dell'hotel con una valuta canadese non più in uso. La R.C.M.P. arrestò Janowski su un treno passeggero della CNR diretto a Montreal. L'ispezione degli oggetti personali di Janowski nel momento del suo arresto rivelò che egli stava trasportando, tra le altre cose, un potente trasmettitore radio. Janowski successivamente trascorse del tempo come agente doppiogiochista, mandando messaggi falsi all'Abwehr in Germania.

### Operazioni di spionaggio in Terranova

#### Weather Station Kurt, Martin Bay
Le accurate segnalazioni meteorologiche sono molto importanti per la guerra navale, così il 18 settembre 1943 l’U-537 partì da Kiel per prendere a bordo a Bergen, in Norvegia, un gruppo di meteorologi condotto dal professore Kurt Sommermeyer. Questi furono sbarcati nella Martin Bay, vicino alla punta settentrionale del Labrador il 22 ottobre 1943 dove installarono con successo una stazione meteorologica automatica (la "Weather Station Kurt" o "Wetter-Funkgerät Land-26") nonostante il continuo rischio di ricognizioni alleate. La stazione era alimentata da batterie che ci si aspettava durassero circa tre mesi. Ad inizio luglio 1944, l'U-867 lasciò Bergen per sostituire le attrezzature, ma fu affondato durante il viaggio. La stazione meteorologica rimase indisturbata e ignorata dagli abitanti locali fino agli anni 1980; ora si trova esposta al Canadian War Museum.

### Operazioni degli U-Boot

#### Nell'Oceano Atlantico
L'Oceano Atlantico fu una delle più importanti area strategiche per entrambi i contendenti durante la guerra. Quando la Germania dichiarò guerra agli Stati Uniti la costa orientale statunitense si presentava come un bersaglio vulnerabile per gli U-Boot tedeschi: tale situazione fu sottolineata dal successo strepitoso ottenuto dai sommergibili di Dönitz con l'Operazione Paukenschlag, che aprì inoltre il periodo più proficuo della lotta ai convogli alleati.
Dopo una vittoriosa incursione da parte di cinque U-Boot Tipo IX a lungo raggio, l'offensiva fu massimizzata con l'utilizzo di U-Boot Tipo VII a corto raggio, riforniti in alto mare da appositi U-Boot cisterna, note nel gergo militare come Milchkühe (vacche da latte). Da febbraio a maggio 1942 furono affondate 348 navi, con la perdita di solo 2 U-Boot tra aprile e maggio. La sproporzione tra perdite subite e inflitte dipendeva, oltre che dall'abilità ed esperienza degli equipaggi tedeschi, anche dalla riluttanza dei comandanti americani a introdurre un sistema di convogli per proteggere le spedizioni transatlantiche. Mancando poi l'oscuramento delle coste, le imbarcazioni si stagliavano chiaramente contro il fondo luminoso delle città e dei paesi sul litorale costiero (come Atlantic City) rendendosi bersagli fin troppo facili per gli U-Boot; solo durante il mese di maggio 1942 fu ordinato un oscuramento parziale.
Le complessive conseguenze di questa campagna furono dure: un quarto di tutte le perdite navali dell'intera guerra per un totale di 3,1 tonnellate di navi affondate. Ci sono diverse ragioni di questa pesante sconfitta: il comandante navale statunitense Ernest King era contrario alle raccomandazioni dei britannici di introdurre convogli militari, la Guardia Costiera degli Stati Uniti e le ricognizioni della Marina erano prevedibili e poterono essere facilmente evitate dai tedeschi, la cooperazione interforze fu inefficiente e la Marina degli Stati Uniti difettava grandemente di navi di scorta appropriate (rendendo perfino necessario il trasferimento di navi da guerra britanniche e canadesi a difesa della costa orientale statunitense).

#### Operazioni dell'East Coast
Molte navi venivano silurate all'interno del campo visivo delle città dell'East Coast come Boston e New York; addirittura molti civili parcheggiavano la propria auto sul litorale e lasciando i fari accesi, svantaggiando così ancor di più i compatrioti in mare, si sedevano e assistevano alle battaglie tra le navi statunitensi e i battelli tedeschi.
L'unico affondamento documentato di un U-Boot al largo del New England si verificò il 5 maggio 1945, quando il sottomarino U-853, dopo aver silurato la nave carboniera Black Point al largo di Newport in Rhode Island, fu braccato da numerosi cacciatorpediniere che lo tempestarono di bombe di profondità. Il giorno dopo, quando sulla superficie apparve una marea di petrolio insieme a rottami galleggianti, fu confermata la distruzione dell'U-853 insieme al suo intero equipaggio. Negli anni recenti, il sommergibile tedesco è diventato un popolare sito per immersioni. Il suo scafo intatto, con i portelli aperti, è situato a 130 piedi di profondità al largo di Block Island.
Un altro relitto, scoperto nel 1991 al largo della costa del New Jersey, fu riconosciuto nel 1997 come l'U-869. Fino ad allora si riteneva che il battello tedesco fosse stato affondato al largo di Rabat, in Marocco.

#### Nel Golfo del Messico
Con l'introduzione massiccia dei convogli mercantili pesantemente scortati e il potenziamento della copertura aerea in qualità e quantità, la battaglia dell'Atlantico cominciò a volgere a sfavore dei tedeschi, che videro calare mese dopo mese il numero degli affondamenti. Parte degli U-Boot si spostò allora per attaccare i traffici nel Golfo del Messico dove, tra il 1942 ed il 1943, operarono più di 20 sottomarini. Come risultato dei loro attacchi 56 petroliere affondarono, tra le quali la Virginia, che fu silurata alla foce del fiume Mississippi dal sommergibile U-507 il 12 maggio 1942, uccidendo 36 uomini dell'equipaggio, mentre 14 membri dell'equipaggio si salvarono.
Entro la fine del 1943, però, gli attacchi si fecero sempre più sporadici, poiché le navi mercantili iniziarono a viaggiare in convogli armati e i mezzi tedeschi furono oggetto di un'intensa caccia che provocò perdite sensibili tra i loro ranghi: ciò comportò una netta diminuzione degli affondamenti di cargo e petroliere.
Il sottomarino U-166 fu l'unico a essere affondato nel Golfo del Messico durante la guerra. Si pensa che sia stato affondato da un siluro sganciato da un aereo anfibio J4F della Guardia Costiera statunitense il 1º agosto 1942. Ipotesi più recenti sostengono che fu affondato il 30 luglio da una bomba di profondità del cacciasommergibile statunitense PC-566, che fungeva da scorta per la nave passeggeri Robert E. Lee colpita da un siluro di questi. È però opinione diffusa che l'aereo J4F potrebbe aver individuato ed attaccato un altro sottomarino tedesco, ovvero l'U-Boot 171, il quale era operativo nell'area nello stesso periodo. Il sommergibile U-166 giace a 5000 piedi di profondità entro un miglio di distanza dalla sua ultima vittima, la Robert E. Lee.

## Operazioni giapponesi
Con lo scoppio della guerra del Pacifico nacquero gravi preoccupazioni per la sicurezza della costa occidentale degli Stati Uniti, sia per la distruzione di Pearl Harbor, sia per l'incertezza riguardo al potenziale e alle capacità militari del Giappone: fin dai primi giorni di belligeranza furono tenute esercitazioni per prepararsi a possibili attacchi nipponici.
Spesso si trattò di falsi allarmi, come quello dell'8 dicembre 1941, quando le stazioni radar di San Francisco diedero l'allarme dopo aver avvistato a 100 miglia "numerosi velivoli giapponesi" che in realtà non erano assolutamente presenti.
In realtà l'unica operazione programmata dalla Marina imperiale giapponese contro la costa occidentale degli Stati Uniti fu il bombardamento di zone costiere tramite sommergibili. Pochi giorni dopo l'attacco di Pearl Harbor ne furono dislocati nove in prossimità delle coste statunitensi: l'I-26 al largo dello stato di Washington; l'I-25 e l'I-9 al largo dell'Oregon; I-17, I-15, I-23, I-21, I-19, I-10 al largo della California, tre dei quali con posizione fissa davanti alle tre principali città dello Stato. Era previsto che i sommergibili entrassero in azione il 25 dicembre. Tuttavia i comandi nipponici sopravvalutarono l'efficacia della reazione antisommergibile degli statunitensi, per cui prima spostarono la data di due giorni, successivamente annullarono l'operazione.
Il primo attacco reale contro le coste statunitensi avvenne il 23 febbraio 1942, ad opera del sommergibile I-17: emerso al largo di Ellwood (a nord di Santa Barbara) alle 19.15, sotto gli occhi della popolazione, sparò 17 colpi contro i serbatoi della Barnsdall Oli Company provocando danni per 500-1 000 dollari dell'epoca; inoltre un ufficiale dell'US Army si ferì ad una mano raccogliendo i resti di un proiettile.

### Il presunto attacco su Los Angeles
La tensione e la paura per possibili attacchi aerei o sbarchi nipponici provocarono una reazione irrazionale nelle unità contraeree schierate a difesa delle città: noto è il caso di Los Angeles. Alle ore 01.44 del 25 febbraio i radar individuarono un oggetto non identificato 120 miglia a sud-ovest della città: alle 02.07 venne decretato l'allarme "giallo", che passò a "blu" alle 02.22 e tre minuti dopo a "rosso". Furono messe in azione le sirene dell'allarme aereo, mentre venivano accesi i riflettori e gli uomini della difesa civile prendevano posto ai cannoni. Alle 03.05 l'allarme "rosso" interessava anche San Diego. Alle 03.16 i pezzi antiaerei aprirono il fuoco, che durò per dieci minuti; dopo una pausa il fuoco fu ripreso fra le 04.05 e le 04.15, sparando in totale di 1 440 colpi e provocando una pioggia di 10 t di schegge. Lo sbarramento antiaereo doveva respingere un'ipotetica formazione di 25-30 bombardieri, poi seguita da una seconda di 10 apparecchi e infine da una terza forte di 15 velivoli, tutte dirette contro le officine Douglas. Come conseguenza del frenetico sparare si ebbero tre morti o sei morti, in seguito a incidenti o ad attacchi cardiaci. Inoltre furono leggermente danneggiati dalle schegge alcuni aerei statunitensi parcheggiati nei piazzali delle fabbriche. L'allarme cessò alle 07.21, senza che un solo aereo giapponese si fosse avvicinato alle coste degli Stati Uniti.
Altri attacchi senza effetti furono portati dai sommergibili giapponesi I-26 e I-25 con le artiglierie di bordo, rispettivamente contro il faro di Estevan Point (Columbia Britannica) e contro la presunta base sommergibili di Astoria in Oregon, che non superò mai lo stato di progetto: in entrambi i casi i danni causati furono irrilevanti.

### L'attacco di Nobuo Fujita
L'attacco più noto avvenne il 9 settembre 1942, quando un idrovolante smontabile Yokosuka E14Y-1 "Glen" pilotato da Nobuo Fujita con Shoji Okuda come mitragliaere-osservatore, armato di due bombe incendiarie da 170 lb, fu lanciato dal sommergibile I-25 vicino a Capo Blanco e appiccò il fuoco in una foresta in Oregon, sul Monte Emily, dopo il rientro dell'idrovolante l'I-25 fu attaccato da un A-29 Hudson dell'USAAF, subendo solo lievi danni. L'effetto dell'attacco fu solo un'area bruciata di alcune decine di metri, con al centro un piccolo cratere. L'operazione fu ripetuta il 29 settembre, ma le peggiorate condizioni climatiche impedirono di continuare questi (vani) attacchi.

### L'operazione "FuGo"
Nel settembre 1942 lo Stato Maggiore giapponese decise di attaccare gli Stati Uniti con ogni mezzo disponibile. Essendo a conoscenza tramite gli addetti militari giapponesi a Berlino dell'operazione "Outward", ovvero l'attacco del territorio metropolitano tedesco da parte del Regno Unito mediante palloni aerostatici in gomma, i giapponesi iniziarono gli studi per sviluppare un metodo di attacco analogo. In questa occasione, l'esercito e la marina collaborarono per lo scopo comune: mentre il primo studiava i materiali (palloni e ordigni), la seconda si dedicò alla parte meteorologica del progetto. Ebbe la denominazione di "Progetto 32" (FuGo). I primi palloni che diedero risultati apprezzabili nel marzo 1943 avevano un diametro di 6 metri; nel corso delle prove tennero una quota di 8000 metri e superarono i 1000 chilometri di distanza in 30 ore di volo. Furono costruiti circa 200 di questi palloni, che dovevano essere portati in zona operativa da sommergibili classe I-351. Tuttavia le esigenze impellenti della flotta costrinsero a rinunciare a questo piano.
Non potendo utilizzare i sottomarini come sistema d'arma, i responsabili del progetto FuGo decisero di effettuare i lanci direttamente dal territorio metropolitano del Giappone, sfruttando le correnti a getto presenti a quote superiori a 10000 m, che in 50-70 ore di volo avrebbero portato i palloni sulle foreste delle regioni nord-occidentali degli Stati Uniti. Il problema fondamentale da risolvere erano le caratteristiche dei materiali, in quanto alle quote previste la temperatura dell'ambiente era dell'ordine di -50 °C, mentre i materiali militari giapponesi erano concepiti per temperature inferiori ai -30 °C. Nel corso dell'inverno 1943-44 i 200 palloni già approvvigionati vennero utilizzati per studiare il comportamento nell'atmosfera e le reazioni dei materiali alle quote di 10-11 000 m sul Pacifico settentrionale.
Compiuti i test si passò poi all'uso di palloni bomba (fusen bakudan) tra il 1944 e il 1945. I palloni realizzati in base a questi studi erano degli involucri con diametro di 10 metri, costituiti da 4 strati di carta tenuti assieme da colla naturale (Tipo "A"). La Marina Imperiale realizzò un diverso pallone: seta gommata con 9 metri di diametro (Tipo "B"). Gli studi portarono ad ottenere, nel febbraio 1944, un percorso di 8000 km in 40 ore. Dati questi risultati la marina ordinò nel maggio 1944 300 palloni Tipo "B". I due diversi prototipi furono fusi in un modello definitivo, mentre veniva studiato un pallone Tipo "A" migliorato. Fu richiesta la costruzione di 10 000 palloni Tipo "A" da consegnare entro il febbraio 1945. Le zone di lancio dei palloni furono individuate sulla costa orientale del Giappone, a Nakoso, Ichinomiya e Otsu.
La versione finale dei palloni si componeva di un anello di alluminio di 82 cm a cui erano fissati la zavorra (32 sacchetti) ed un carico di bombe variabile da due a sei: generalmente 4 incendiarie "Tipo B" da 5 kg ed una antiuomo "Tipo C" da 15 kg. Erano inoltre presenti una bilancia barometrica, quale mezzo di regolazione dell'altitudine, una batteria da 2.3 Volt su un piano sopra l'anello ed il meccanismo di autodistruzione. I palloni venivano liberati e i venti che spiravano verso est e nord-est li trasportavano sugli Stati Uniti, dove secondo le previsioni giapponesi avrebbero dovuto provocare panico e vittime tra la popolazione statunitense.
L'ordine di lancio venne dato il 25 ottobre 1944 ed il 3 novembre alle 05:00 avvenne il lancio effettivo del primo pallone. Le previsioni dello stato maggiore erano di 200 palloni da rilasciare per base e per giorno, presto ridotti a 150, mentre non si riuscì mai a superare il rilascio di 30 palloni per base per giorno. Tale tipo di arma si rivelò, però, un espediente fallimentare dal punto di vista puramente bellico: le uniche perdite causate avvennero quando uno di questi esplose nelle vicinanze di Lakeview in Oregon uccidendo cinque bambini e una donna quando questi lo trascinarono fuori dai boschi. Queste furono le uniche morti causate dal Giappone sul territorio continentale degli Stati Uniti durante la seconda guerra mondiale. Dopo la fine del conflitto l'interrogatorio del generale Sueyoshi Kusaba, responsabile del programma di costruzione e impiego dei curiosi ordigni, rivelò che in totale furono prodotti 9000 palloni dei quali 6300 furono lanciati fino al maggio 1945; solo il 10% però raggiunse i territori americani. Un risultato, peraltro irrilevante, ottenuto da questa offensiva aerea, fu la stasi durata tre giorni del Progetto Manhattan: un pallone era atterrato nello stato di Washington e aveva provocato un corto circuito delle linee elettriche della diga di Belleville, bloccando la produzione di plutonio del sito di Hanford per i tre giorni necessari al ripristino della corrente elettrica. Da un'analisi puramente economica risulta che il progetto FuGo ebbe costi inferiori alle spese effettuate dagli Stati Uniti per contrastarlo: questo ha un significato estremamente relativo, considerando la diversa situazione economica di Giappone e Stati Uniti nel periodo in cui operarono i palloni FuGo.